# Freestyle (hundsport)

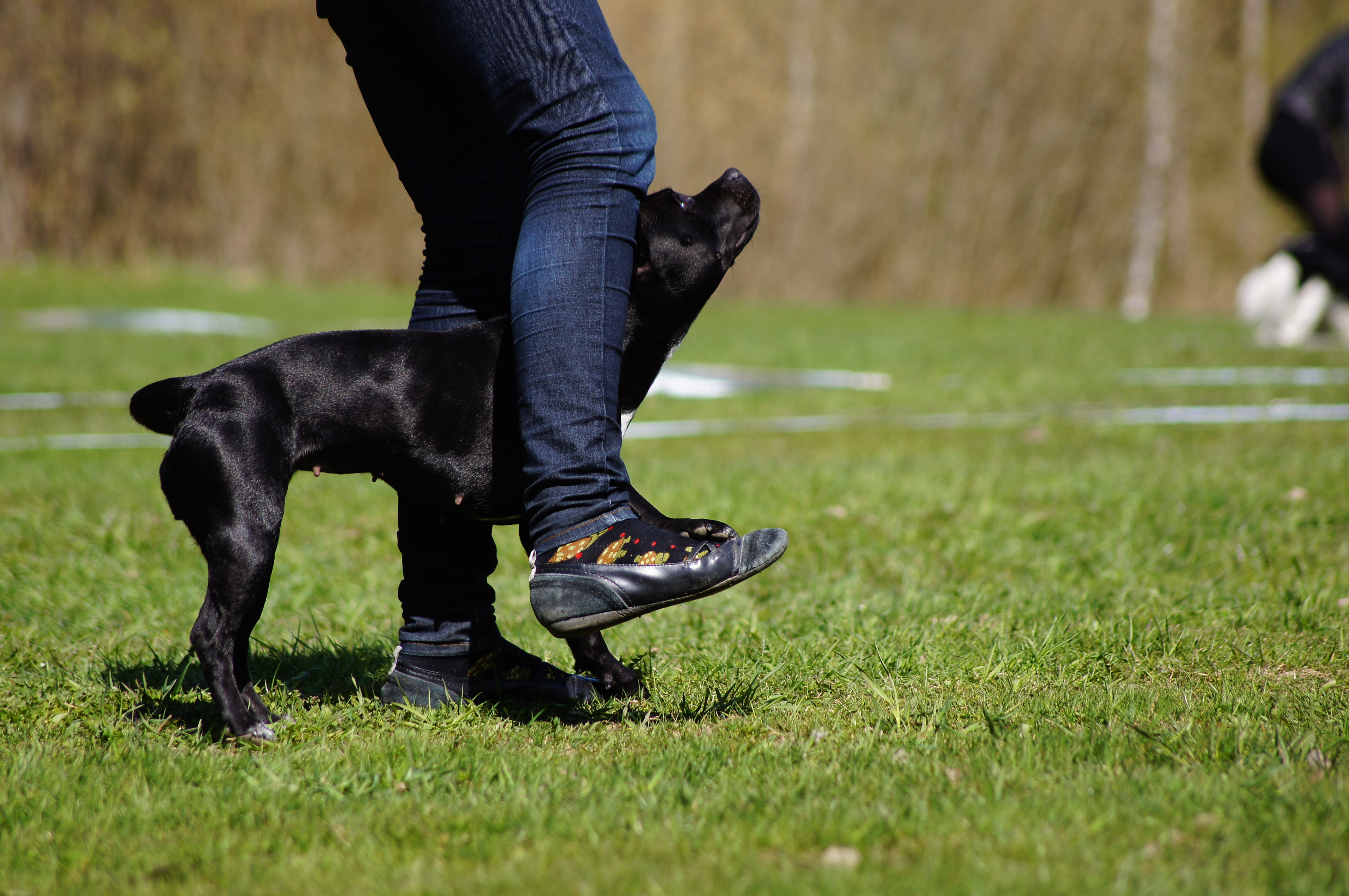
Ett freestyletrick där hunden går med tassarna på förarens fötter.

Freestyle och heelwork to music är nya hundsporter i Sverige. Freestyle blev en officiell gren från och med 2007 och heelwork to music blev inte en officiell gren förrän från och med 2011. Freestyle kan på ett enkelt sätt beskrivas som kreativ lydnad till musik. Det går ut på att skapa ett program av olika rörelser eller positionsarbeten anpassade till ett specifikt musikstycke som man själv väljer.
En freestyletävling bedöms av 2-4 domare som sätter betyg i tre kategorier: utförande, programmets planering och kvalitet, och tolkning av musik. Högsta betyg i samtliga kategorier är 10 poäng, och högsta totalpoäng är alltså 30 poäng. Det finns tre klasser: klass I, klass II och klass III, från lättaste till svåraste klassen. För att flytta upp från klass I till klass II och från klass II till klass III så krävs minst 7,5 poäng i snitt i varje kategori. Uppnår man minst 7,5 poäng i snitt i varje kategori på tre tävlingar i samma klass får hunden titeln FDI (klass I), FDII (klass II) eller SE FREECH (klass III). Om hunden är oregistrerad eller kryptorchid kan den ej erövra SE FREECH utan får istället titeln FDIII.

## Heelwork to music

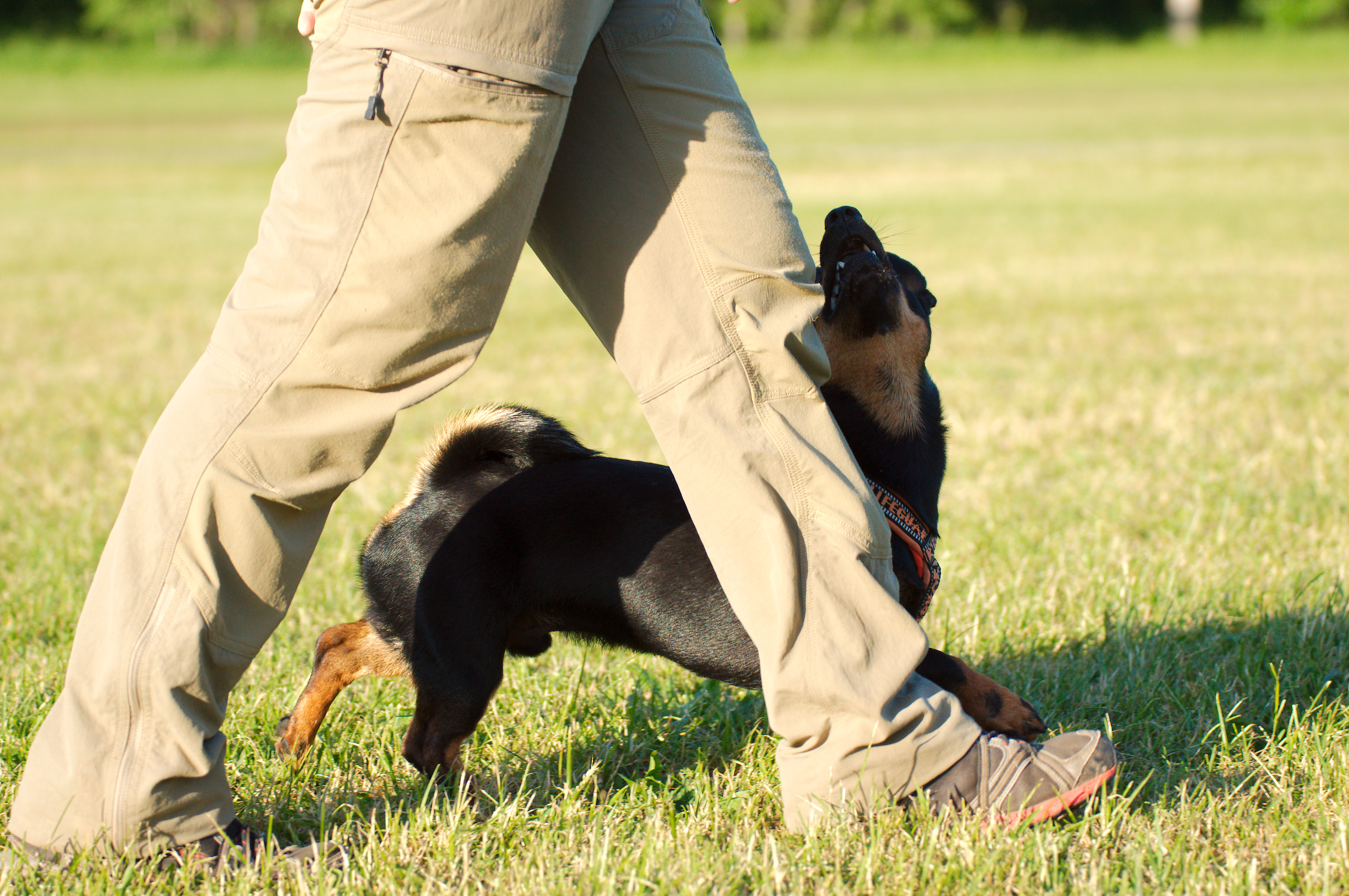
Heelworkposition 1.

Heelwork to music är en gren av freestyle. Det är en precisionsgren som går ut på att hunden skall gå fot i bestämda positioner i förhållande till hundföraren. Bedömningen består i hur väl ekipagets rörelser följer musiken. Skillnaden mellan freestyle och heelwork består i typen av rörelser som är godkända i vardera gren. Ett heelworkprogram måste innehålla minst 75% positionsarbete medan freestyleprogram får innehålla max 25% av detta. Grenen skapades i Storbritannien och har kommit till Sverige från Danmark. Fr.o.m. 2011 är det en officiell gren av freestyle i Sverige.
I heelwork gäller samma bedömningsregler som för freestyle, och titlarna är HTMDI, HTMDII och HTMDIII. Från och med 2014-01-01 delas CERT ut i klass 3 även i heelwork och då blir det alltså möjligt att bli champion också i denna gren.

## Teamwork to music
I samband med freestyletävlingar arrangeras ofta även den inofficiella klassen teamwork to music (TtM) som är en lagklass. Man får själv välja hur laget ska utformas så länge det är fler än sex tassar eller fötter i ringen.

## Exempel på vanliga konster och rörelser
- Åtta: Hunden utför en åtta mellan förarens ben när denna står stilla.
- Slalom:  Hunden går här sick sack mellan förarens ben när föraren rör sig framåt.
- Sla:  Här går hunden sick sack mellan förarens ben när denna går bakåt.
- Sack:  Föraren rör sig bakåt, hunden backar in bakåt mellan förarens ben i samma rörelse som slalom.
- Snurr:  Hunden tar ett varv runt sig själv åt höger.
- Spinn:  Hunden tar ett varv runt sig själv åt vänster.
- Runt:  Hunden cirkulerar runt föraren.
- Om:  Hunden cirkulerar baklänges runt föraren.
- Ut: Hunden rör sig runt sin förare på avstånd, samma grundprincip som runt mig.
- Ben:  Hunden cirkulerar runt förarens ena ben.
- Bakåt:  Hunden backar antingen med föraren eller utifrån föraren på distans.
- Hopp:  Hunden hoppar fritt i luften eller över en del av föraren. Denna del kan vara exempelvis en arm eller ett ben.
- Zebra:  Hunden balanserar på bakbenen.
- Buga:  Hunden böjer framkroppen mot marken med bakdelen fortfarande i luften.
- Gråta:  Hunden sätter sin framtass över nosen.
- Ducka:  Hunden sänker huvudet mot marken och tar sedan upp det igen.
- Putt:  Hundens tassar och förarens händer vidrör varandra i en puttande rörelse.
- Kö:  Hunden går med sina framtassar efter föraren med tassarna på förarens kropp.

En bra metod att lära in alla möjliga och omöjliga konster är klickerträning.

## SM i Freestyle 2009
2009 anordnades det första svenska mästerskapet i freestyle av Skarpnäcks Hundungdom på Stockholms Södra Brukshundklubb i Ågesta söder om Stockholm.. Vinnare blev Karolina "Lina" Pettersson med pumi Zing från Karlstad med 179,63 poäng. Tvåa blev Linda Laikre med dansk-svensk gårdshund Holly på 165,50 poäng och trea blev Li Stenberg med australian kelpie Grynet på 164,76 poäng.

## NM i Freestyle 2009
Vid Nordiska Mästerskapen i Herning i Danmark 8 november 2009 vann Sverige guld, och tog även en individuell silvermedalj genom Karolina Pettersson och hunden Zing.